# Alexander Kačaniklić
Alexander Kačaniklić (Helsingborg, 13 de agosto de 1991) é um futebolista sueco, que joga como meia. Atualmente, joga no FC Nantes, da França.
O jogador também defende a Seleção Sueca, desde 2012.

## Carreira

### Categorias de base
Kačaniklić começou sua carreira como futebolista nas categorias de base do Helsingborg, da Suécia, cidade onde nasceu. Alexander chamou a atenção de vários clubes europeus, tendo sido contratado para as categorias de base do Liverpool em 2007. Nos Reds, ele se destacou após marcar um belo gol na final da FA Youth Cup em 2009, onde foi derrotado pelo Arsenal. Em Agosto de 2010, Kačaniklić foi envolvido junto com o atacante sueco Lauri Dalla Vale na negociação com Paul Konchesky, do Fulham.

### Fulham
Após mais de um ano na equipe B do Fulham, Kačaniklić esteve no banco do time principal na partida contra o Sunderland em 19 de Novembro de 2011. Sua estreia ocorreu somente em 31 de Março de 2012, contra o Norwich, entrando como substituto aos 35 minutos do 1.º tempo na vitória por 2x1. Na partida seguinte, fora de casa contra o Bolton, Kačaniklić foi titular pela primeira vez. Em Maio, Alexander registrou a sua primeira e única assistência na temporada, na vitória contra o Liverpool em Anfield por 1x0.[carece de fontes?] Suas primeiras atuações pelo time Londrino impressionaram o treinador Martin Jol, que logo o ofereceu um novo contrato, que veio a ser assinado ao final da temporada, prorrogando seu vínculo por mais dois anos com opção para um terceiro.
Seu primeiro gol pelo Fulham veio na primeira rodada da Premier League na temporada 2012/2013, em uma goleada por 5x0 contra o Norwich. Ele foi responsável pelo segundo triunfo da equipe na competição, quando deu duas assistências para Berbatov na vitória por 3x0 contra o West Bromwich. Em Novembro, ele marcou de cabeça no empate contra o Arsenal por 3x3 no Emirates Stadium. Kačaniklić marcou o gol da vitória por 2x1 fora de casa, novamente contra o West Bromwich, na primeira partida de 2013.[carece de fontes?]
Em janeiro de 2014, o sueco assinou um contrato que o manteria no clube até 2015.

### Empréstimo ao Watford
No final da janela de inverno em 2012, Kačaniklić foi emprestado ao Watford até o final da temporada. Ele fez sua estreia logo no dia seguinte, em uma vitória fora de casa contra o Milwall por 2x0, onde ele deu duas assistências, e marcou o seu primeiro gol contra o Burnley, em 3 de Março.[carece de fontes?] Depois de uma série de boas atuações, ele foi chamado de volta para o Fulham no dia 27 de Março.

### Empréstimo ao Burnley
Em 1.º de Março de 2013, o Burnley contratou o meia por empréstimo até o final da temporada para a disputa da Championship. Ele registrou uma assistência em sua estreia contra o Charlton na vitória por 1x0 no dia 2 de Março. Alexander registrou outra assistência no dia 29 de Março, no empate em 3x3 contra o Watford.[carece de fontes?] Em 18 de Abril, o meia foi chamado de volta ao Fulham.

### Empréstimo ao Copenhagen
Após assinar uma nova extensão de contrato que ampliava seu vínculo com o Fulham até 2016, Kačaniklić foi por empréstimo de uma temporada para o Copenhagen, da Dinamarca. Depois de 13 partidas, onde contribuiu com 2 gols, ele retornou ao clube londrino em Dezembro de 2015.

### FC Nantes
Em 15 de Junho de 2016, o jogador foi anunciado como reforço do FC Nantes em um contrato de 4 anos após a sua dispensa do Fulham. Embora tenha sido um dos principais nomes contratados pelo clube francês, Kačaniklić se lesionou durante a pré-temporada, fazendo sua estreia apenas na 2.ª rodada da Ligue 1, em derrota para o Monaco em casa. Sua primeira partida como titular foi na rodada seguinte, em nova derrota, dessa vez para o Bordeaux fora de casa. Com a equipe em baixa sob o comando de René Girard, Kačaniklić foi perdendo espaço entre os titulares. Sua contribuição ao clube só voltou a ser notada após a chegada do treinador português Sérgio Conceição em Dezembro. Com o novo treinador, Alexander voltou a ganhar mais tempo de jogo, porém limitou-se a apenas duas assistências, uma contra o Montpellier na vitória por 3x2 e outra contra o Saint-Étienne, no empate por 1x1.[carece de fontes?]
Na temporada 2017/2018, Kačaniklić novamente perdeu espaço, dessa vez sob o comando do italiano Claudio Ranieri. Embora tenha sido titular nas duas primeiras partidas da temporada, nas derrotas para o Lille e o Marseille, o meia não disputou nenhum jogo da Ligue 1 entre 19 de Agosto e 14 de Janeiro, retornando apenas na partida contra o Toulouse fora de casa. Foi titular na partida seguinte, no derby contra o Bordeaux, mas não convenceu e foi substituído. Na rodada seguinte, contra o Guingamp, ele registrou sua primeira assistência no campeonato nacional. Ranieri utilizou o sueco como titular em uma partida da Copa da Liga Francesa, quando perdeu para o Tours por 3x1. Na Copa da França, na vitória por 4x0 contra o Senlis, ele registrou uma assistência após entrar durante o intervalo.[carece de fontes?]

### Seleção Nacional
Kačaniklić fez parte da seleção sub-17 e sub-19 da Suécia. Sua primeira aparição na equipe principal foi em Abril de 2012, substituindo Christian Wilhelmsonn na derrota por 3x0 em um amistoso contra o Brasil. Em Outubro, em partida válida pelas Eliminatórias da Copa de 2014, ele marcou seu primeiro gol pela Seleção, na vitória contra as Ilhas Faroé. Ele voltou a marcar em um amistoso contra a Macedônia, na vitória por 1x0. Novamente pelas Eliminatórias, Kačaniklić marcou um gol na derrota de 5x3 para a Alemanha.[carece de fontes?]